# ファイト・ウィットロック

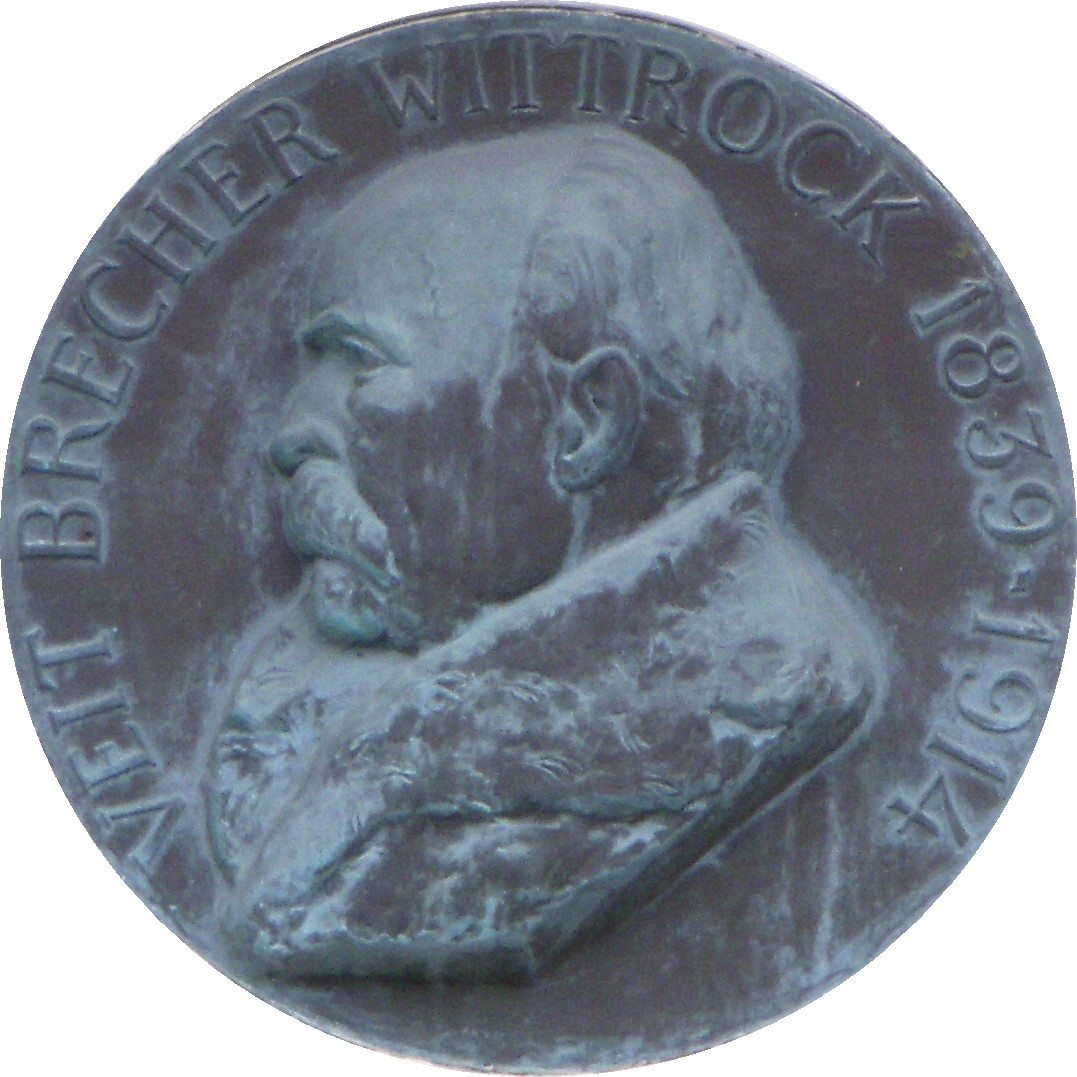
ベルギアンスカ植物園のウィットロックのレリーフ

ファイト・ウィットロック（Veit Brecher Wittrock、 1839年5月5日 - 1914年9月1日）はスウェーデンの植物学者である。

## 略歴
ダールスランド地方のHolm教区でドイツ出身の家系にうまれた。ウプサラ大学で学び1868年に博士号を得た。高校の博物学と英語の教師をしながら1975年から、1878年からウプサラ大学の非常勤教授、1879年から1904年の間、ウプサラ大学の教授、ストックホルム自然史博物館の植物標本館の学芸員を務め、1879年から没するまで、ベルギアンスカ植物園（Bergianska trädgården）の園長を務めた。
ノルウェー、イギリス、やヨーロッパ大陸に旅し、1895年にブダペストで開かれた国際農業見本市ではスウェーデンの代表としてハンガリーを訪れた。ベルギアンスカ植物園の移転と拡張に貢献した。
植物学の分野で藻類の分野の研究で知られるが、園芸植物のスミレに関する著書もあり、交配によってつくられたパンジーの学名Viola × wittrockianaはウィットロックに因んで名づけられた。その他にパイナップル科の属名、Wittrockiaや藻類の属名Wittrockiellaに献名されている。
息子のゲオルク・ウィットロック（Georg Wittrock）と、孫のウルフ・ウィットロック(Ulf Wittrock)は歴史家として知られ、ひ孫のビョルン・ウィットロック（Björn Wittrock）は政治学者として知られる。

## 著作
- Försök till en monographi öfver algslägtet Monostroma, 1866.
- Algologiska studier. I och II, 1867.
- Dispositio oedogoniacearum suecicarum, 1870.
- Prodromus monographiae oedogoniearum, 1874.
- "On the development and systematic arrangement of the Pithophoraceæ, a new order of algae", 1877.
- Skandinaviens gymnospermer, 1887.
- Viola studier (1895–1897; 2 volumes).
- Botanisk-historiska fragment, 1906.
- (As editor): Acta horti Bergiani. Meddelanden från Kungl. Svenska vetenskaps-akademiens Trädgård Bergielund.[3][4]